# (5392) Parker
(5392) Parker (1986 AK) – planetoida z grupy przecinających orbitę Marsa okrążająca Słońce w ciągu 3,61 lat w średniej odległości 2,35 j.a. Odkryta 12 stycznia 1986 roku.